# Dactyladenia floribunda
Dactyladenia floribunda är en tvåhjärtbladig växtart som beskrevs av Friedrich Welwitsch. Dactyladenia floribunda ingår i släktet Dactyladenia och familjen Chrysobalanaceae. Inga underarter finns listade i Catalogue of Life.